# بازیابی انرژی

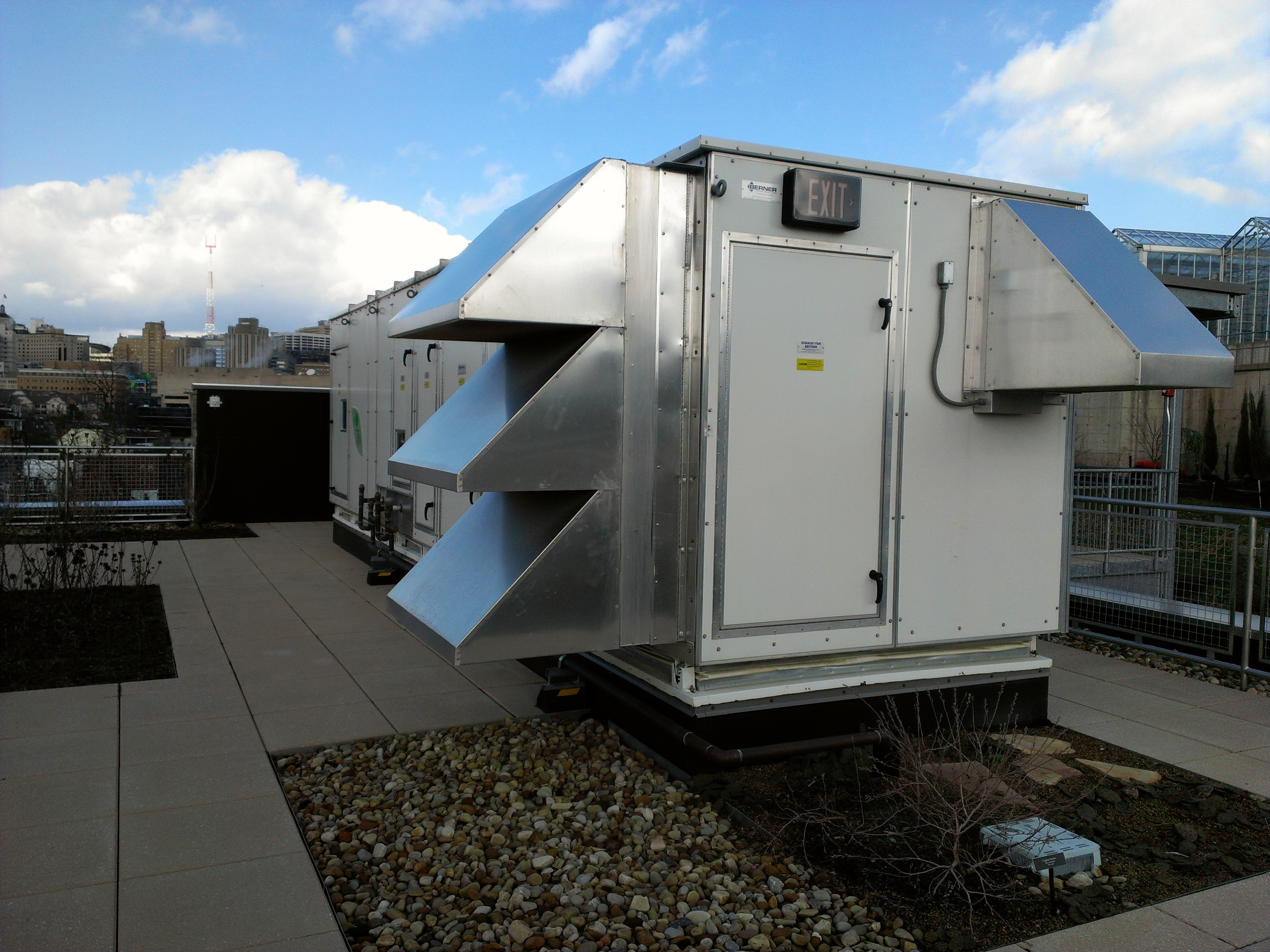
آتش‌خان سیستم بازیابی انرژی STES در مرکز برای «چشم‌انداز پایدار» پنسیلوانیا

بازیابی انرژی (انگلیسی: Energy recovery) شامل هر فن یا روشی برای به حداقل رساندن انرژی ورودی به سرتاسر سیستم با تبادل انرژی از زیر سیستم به کل سیستم با سیستمی دیگر است. این انرژی می‌تواند به هر شکلی در هر سیستم و زیر سیستمی باشد، اما در بیشتر سیستم‌های بازیابی انرژی، ذخیره انرژی گرمایی STES است که آن را به صورت محسوس یا نهان مبادله می‌کنند.
در برخی شرایط استفاده از یک فناوری توانمندسازی، یا ذخیرهٔ انرژی گرمایی روزانه یا ذخیره انرژی گرمایی فصلی (STES، که امکان ذخیره‌سازی گرما یا سرما را بین فصول مخالف فراهم می‌کند) برای عملی سازی بازیابی انرژی لازم است. به عنوان مثال، گرما از ماشین‌آلات تهویه مطبوع ذخیره شده در مخزن بافر برای کمک به گرم شدن در شب استفاده می‌شود. مورد دیگر برنامه STES در یک کارخانه ریخته‌گری در سوئد است. گرمای پسماند در یک توده بزرگ سنگ بستر بومی بازیابی و ذخیره می‌شود که توسط یک خوشه ۱۴۰ گمانه مجهز به مبدل حرارتی (قطر ۱۵۵ میلی‌متر) است که تا عمق ۱۵۰ متر نفوذ می‌کند. این فروشگاه برای گرم کردن کارخانه مجاور در صورت لزوم، حتی ماه‌ها بعد، مورد استفاده قرار می‌گیرد.
مثالی از استفاده از STES برای بازیابی و استفاده از گرمای طبیعی که در غیر این صورت هدر می‌رود، انجمن دریایی Drake Landing Solar در آلبرتای کانادا است. این جامعه برای ذخیره گرمای بین فصلی از خوشه‌هایی که در حفره‌هایی استفاده می‌کند و این امر امکان بدست آوردن ۹۷ درصد گرمایش فضای سال را از مخزن‌های حرارتی خورشیدی در سقف‌های گاراژ فراهم می‌کند. .